# Ortegia hispanica
Ortegia hispanica är en nejlikväxtart som beskrevs av Carl von Linné. Ortegia hispanica ingår i släktet Ortegia och familjen nejlikväxter. Inga underarter finns listade i Catalogue of Life.

## Bildgalleri

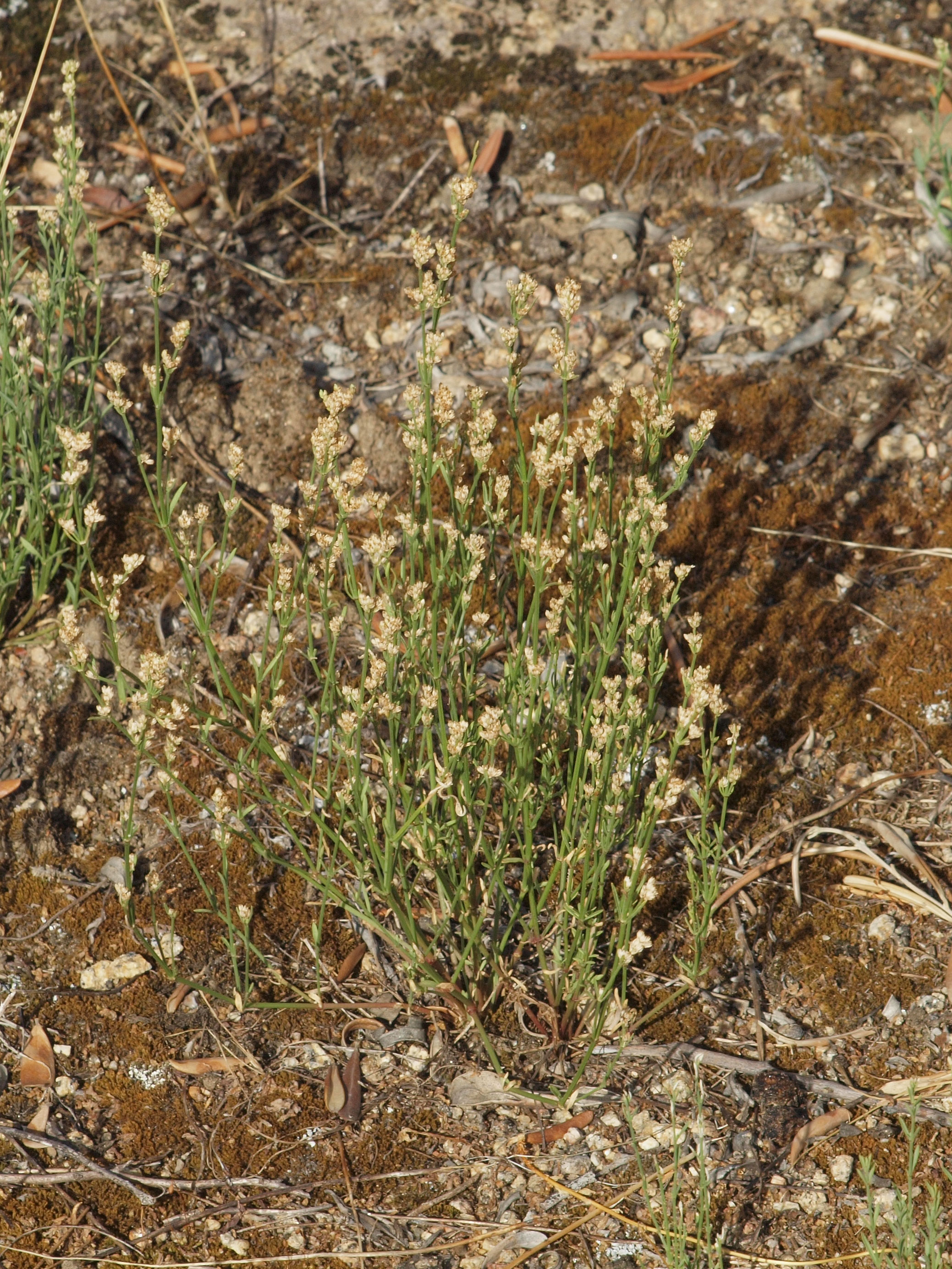
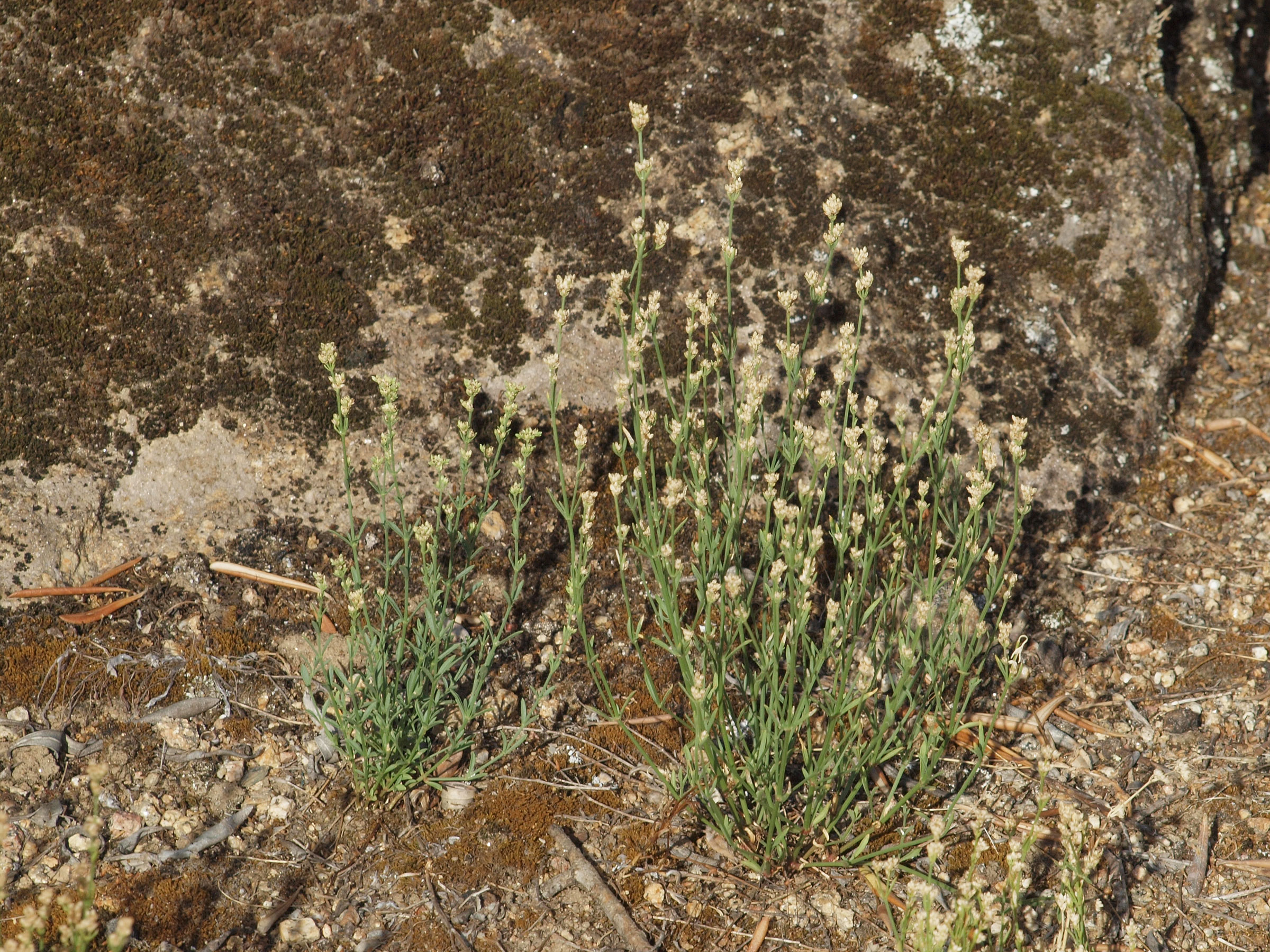
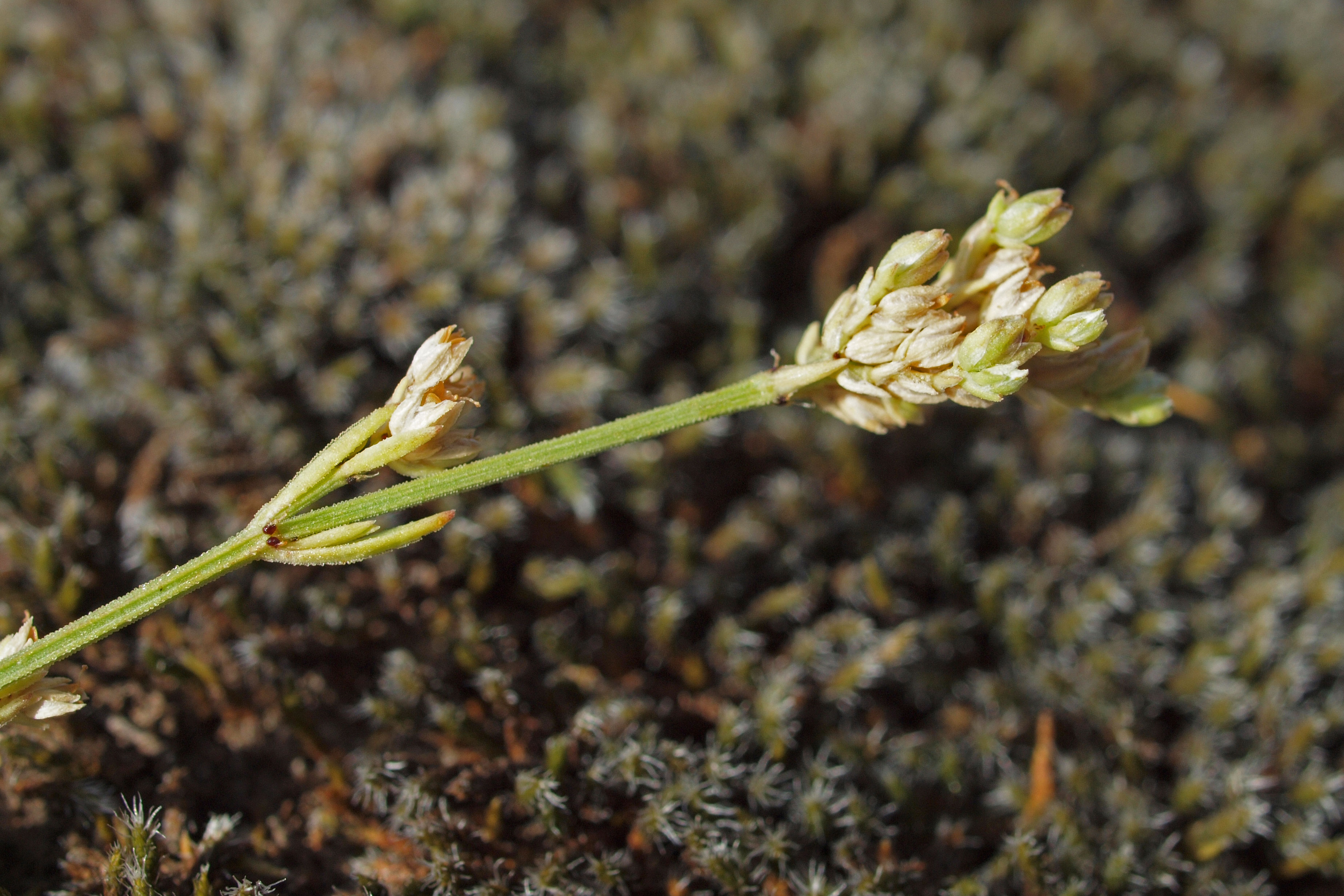
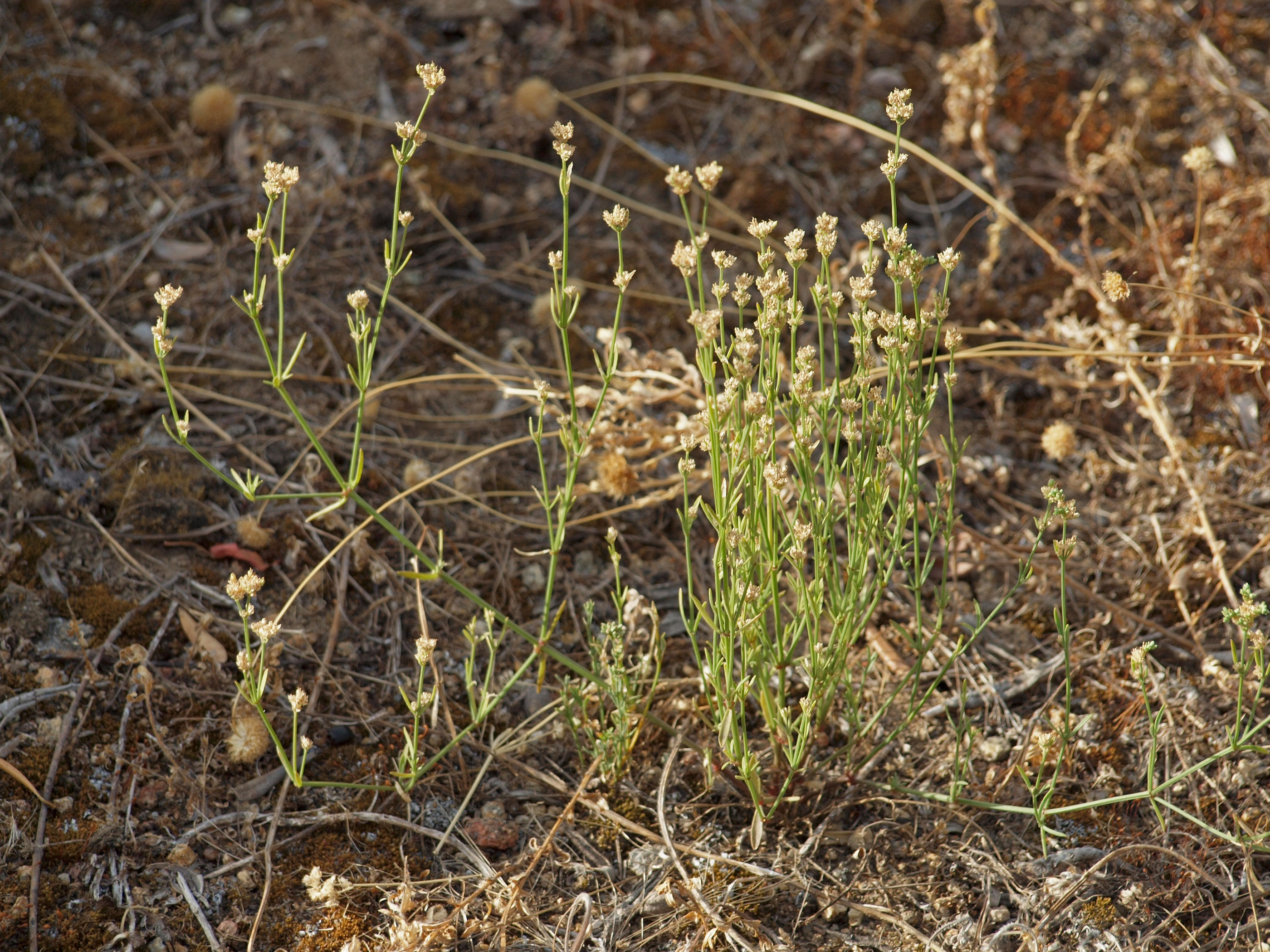
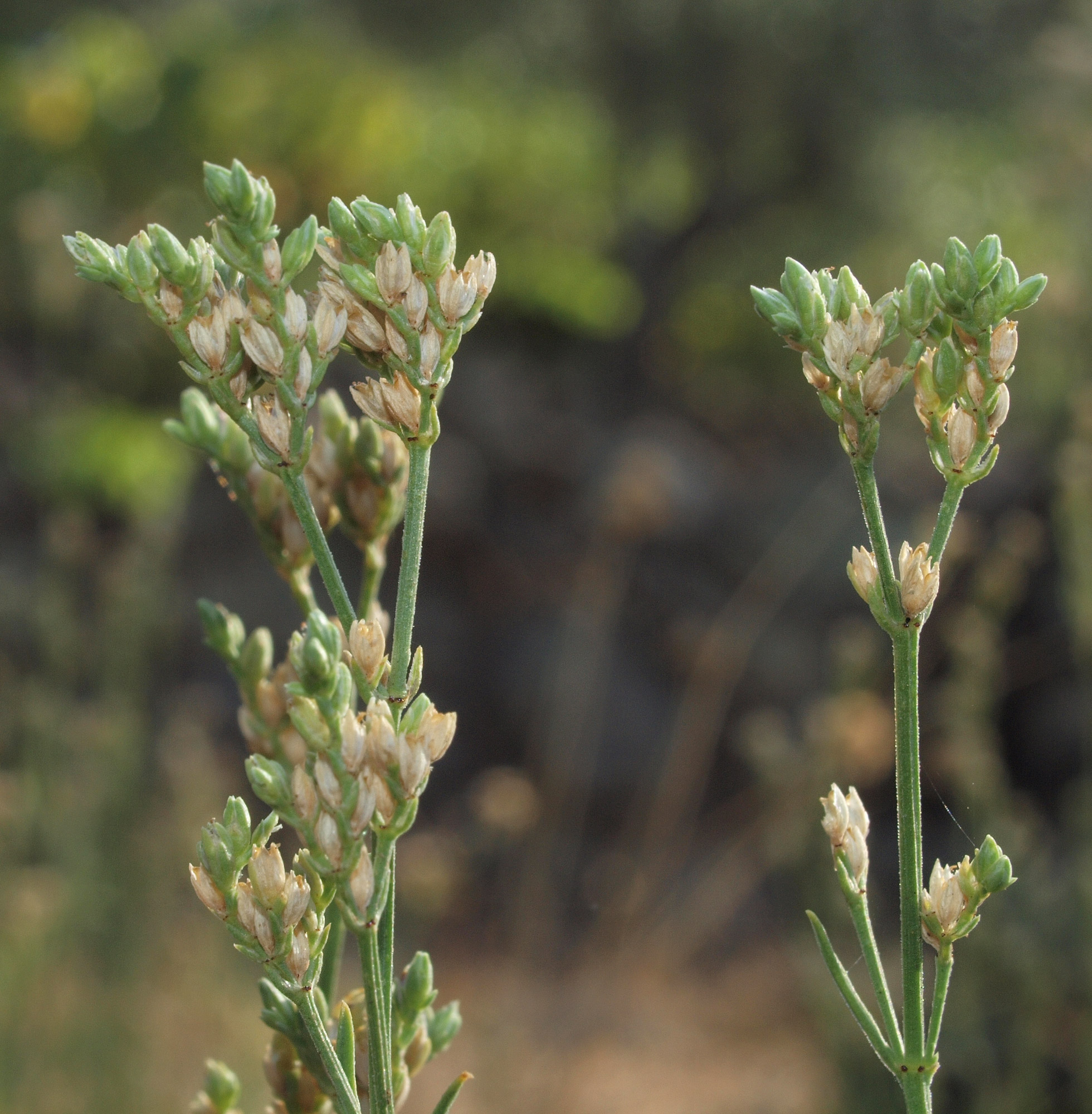